# Szivárványos guppi

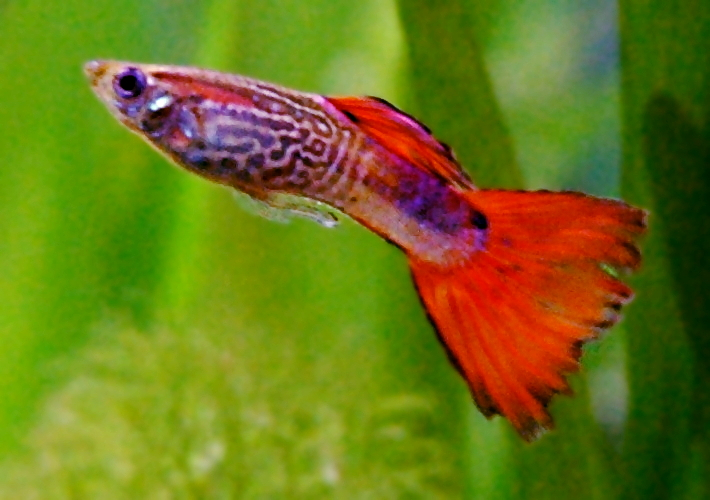

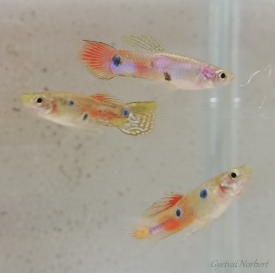
Visszavadult szivárványos guppi (Poecilia reticulata)

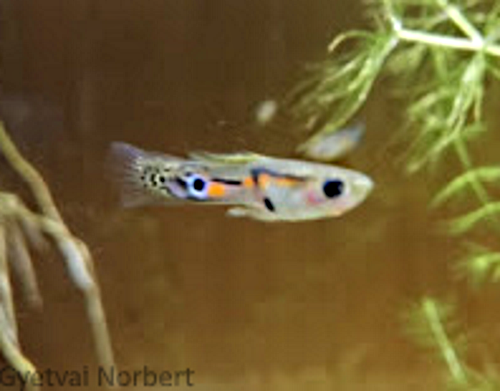
Vad szivárványos guppi Kolumbiából (Poecilia reticulata)

A szivárványos guppi (Poecilia reticulata) a csontos halak (Osteichthyes) osztályába, a fogaspontyalakúak (Cyprinodontiformes) rendjébe és az álelevenszülő fogaspontyfélék (Poeciliidae) családjába tartozó faj.

## Előfordulása
Eredeti hazája Venezuela, Trinidad és Tobago, Guyana, Barbados környéke, de számos helyre betelepítették. Eredeti élőhelyén szinte bármilyen vízben előfordul, a brakkvíztől kezdve a lágy vizű hegyi patakokon át a kis tavacskákig. Magyarországon több melegvízű forrásban élnek vagy éltek elvadult, önfenntartó populációi (például Miskolctapolca, Eger, Karcag, Margitsziget, Városligeti tó). ám betelepített állományainak nagy része különféle környezeti okokból (túl hideg víz vagy ragadozók) kipusztult.

## Megjelenése
Eredeti vad formájukban a nőstények szürkék átlátszó úszókkal, hímjeik nem rendelkeznek a tenyészformák pompás, erőteljesen módosult úszóival, ehelyett farokúszójuk vagy átlátszó, vagy karddal rendelkezik, viszont testük tarkán mintázott, egy állományban nincs két egyforma egyed.
A nőstények 3–7 cm hosszúak, de kivételesen jó tartási körülmények mellett akár 8 cm-esre is megnőhetnek. A hímek tarkák, 1,5–4 cm hosszúak. Manapság már a legtöbb tenyésztörzs nőstényeinek farokúszója is tarkázott, de nem olyan élénk színű, mint a hímeké. Vad formája az avatatlan szemnek összetéveszthető az agresszív szúnyogirtó fogasponttyal.
Rengeteg színváltozatban kapható a kereskedelemben, a leggyakoribb színvariációk: piros, kék, sárga, fekete, leopárdtarka és „kobramintás”. A tenyésztők a hímek farokúszójának alakja szerint különféle standardre osztják a guppikat. Léteznek például körfarkú, lírafarkú, fátyolfarkú stb. változatok.

## Életmódja
Mindenevők, apró ízeltlábúakat, férgeket, elpusztult élőlények korhadékát és algabevonatokat is fogyasztanak. Mivel kiváló szúnyoglárvairtó, sokan ragadozónak tartják a guppit, pedig előszeretettel fogyaszt algákat is, sőt az akváriumba telepített élő növényekben is kárt tehet. Elfogadják a száraz lemezes eleséget, a szárított szúnyoglárvát, de természetesen az élő táplálékot sem vetik meg (tubifex, szúnyoglárva, vízibolha). Átlagos élettartamuk 1–3 év.

## Szaporodása
Fogságban egész évben szaporodnak. A hímek folyamatos szexuális lázban égnek, vadul hajtják a nőstényeket, eközben egymásra ártalmatlanok, egyáltalán nem verekedősek. Amikor egy hím közel kerül egy kiszemelt nőstényhez, ferdén előre hajtja farok alatti úszóját, amely párzószervvé (gonopódiummá) módosult és spermatofórákat juttat a nőstény ivarnyílásába. Ha az akváriumban több hím van, akkor a nőstények folyamatosan terhesek és 4–5 hetente szülnek. De nem terhesen születnek, ez tévedés. A nőstények testükben elraktározzák a spermát, így újabb párzás nélkül is utódokat hozhatnak a világra. A szülés közeledtét jelzi az ivarnyílás környékén található terhességi folt megsötétülése és az, hogy az anya hasa minden irányból duzzadttá válik, kocka alakú lesz. Egy-egy ellés alatt átlagosan 3–50 kishal születhet az anya korától, méretétől és egyéni termékenységétől függően. A szülés után az anya 4–7 napos szünetet tart, majd ismét párzásra kész állapotba kerül és ismét „vemhesül”. Az ivadékok a szülőben fejlődnek ki az ikrában, ezért gyakran – tévesen – elevenen szülőknek nevezik őket. Leegyszerűsítve a folyamatot, végig ikrában vannak és az ikra kinyomásakor pattan szét az ikra burok, ezt hívják ál-elevenszülésnek, és azonnal önálló életet élnek. Körülbelül két hónaposan alakul ki a színezetük és ekkor válnak ivaréretté. Ebben a korban már elég nagyok ahhoz, hogy visszakerüljenek szüleik mellé anélkül, hogy csemegeként végeznék.
Közepesen kemény, semleges kémhatású, 20–26 °C hőmérsékletű vizet kedvelnek. Igazi szépségük sűrűn beültetett akváriumban érvényesül leginkább. Magas egyedsűrűségnél gyakori az utódkannibalizmus.

## Tenyésztése, tartása
A legelterjedtebb akváriumi halak egyike, tenyésztése az akvarisztika külön ágazata. Az egyik legszívósabb, legkönnyebben tartható trópusi halfaj, az ázsiai halfarmokról importált példányok azonban más halfarmokon nevelt elevenszülőkhöz hasonlóan gyógyszerekre rezisztensek és súlyos betegségeket hordozhatnak és idő előtt elpusztulnak, vagy otthoni állományunkat fertőzhetik le, ezért érdemes őket tenyésztőtől beszerezni.
Magas színvonalú a guppitenyésztés az USA-ban, Angliában és Oroszországban. Léteznek tenyésztői klubok és versenyek, ahol a szín- és formaváltozatok kitenyésztésében jeleskedő tenyésztők mérhetik össze tudásukat és legszebb halaikat. Legelismertebb a Német Guppi Társaság (DGG) amelynek részletes standardjai, bírálóbizottságai vannak és rendszeresen szerveztek kiállításokat, versenyeket. Ma már a világ számos pontján folyik a guppik minőségi, szabványok szerinti tenyésztése és rendszeresen szerveznek nemzetközi versenyeket is, ahol a bírák különféle tulajdonságok alapján adnak pontokat a halaknak, ilyen például a vitalitás, méret, színek, úszók alakja, a hibákért pontlevonás jár. Az első I.K.G.H verseny hazánkban Jászberényben került megrendezésre 2018 októberében.
A guppik tarthatóak kis testű lazacfélékkel, más elevenszülőkkel és harcsákkal. Nem alkalmasak viszont vitorláshalak, gurámik és szumátrai díszmárnák mellé, mert ezek megcsipkedik és akár fel is falják a guppikat, valamint ezen kívül a közeli rokon endler fogaspontyokkal sem érdemes együtt tartani, ugyanis a két faj könnyen kereszteződik, ezzel lerontva fajtiszta állományunkat.

## Guppi fajták
A guppikat vad, vadas és tenyészformákra csoportosíthatjuk.
Vad guppik:
A guppik eredeti élőhelyén befogott, vad eredetű guppik. Nem érintkeztek akváriumi tenyészformákkal, befogási helyük ismert.
Vadas guppik:
Visszavadult tenyészformák, vad jelleggel rendelkeznek, ám nem valódi vad guppik. A legtöbb természetestől eltérő élőhelyen fellelhető guppi vadas, nem vad.
Tenyészformák:
Az ember bizonyos tenyészcélok irányába szelektálta őket, különféle mutációk jelentek meg rajtuk, melyektől nagyobbak, színesebbek, sokszor fátyolosabbak lettek. Legtöbbjük már nem is hasonlít az eredeti vad guppikra, időnként az utódok visszaüthetnek a vad formára, ezt hívjuk vadas vagy vad jellegű guppinak.
A farok alakja alapján:
- Zászlófakrú (Scarf tail)
- Fátyolfarkú (Veil tail)
- Legyezőfarkú (Fan tail)
- Deltafarkú (Delta tail)
- Félhold (Halfmoon)
- Koronás (Crowntail)
- Lírafarkú (Lyre tail)
- Duplakardos avagy Alul-Felül kardos (Doublesword)
- Felülkardos (Top sword)
- Alulkardos (Lower sword)
- Tűfarkú (Pin tail)
- Lándzsafarkú (Spear tail)
- Vésőfarkú (Spade tail)
- Kerekfarkú (Round tail)
- Szalagos (Ribbon)

Néhány ismertebb gén:
- Snakeskin (Y és X kromoszómán is előfordul)
- Tuxedo (X kromoszómán)
- Japánkék (Y kromoszómán)
- Magenta (Autoszomális domináns)
- Albínó (Recesszív)
- Lutinó (Recesszív)
- Blond (Recesszív)

A kereskedelemben sokszor többféle fantázianévvel illetik az ázsiai halfarmokról érkező tenyészformákat, alább ezekből olvashatunk párat.
Elterjedt törzsek kereskedelmi nevei:
- Tuxedo
- Turquise red tail
- Yellow cobra
- Red tuxedo
- Rainbow
- Dragon tuxedo
- Micariff yellow
- Green cobra
- Golden red tuxedo
- Micariff tuxedo
- Red cobra
- Red
- Blue neon
- Micariff sunset
- German yellow

## Guppi x Endler hibridek
A közelmúltban különféle tervszerű hibridizációval létrehozott tenyészformák is felütötték a fejüket, ezeknél a közeli rokon endler fogaspontyot használták fel a nemesítés során. A felelőtlen és tervszerűtlen hibridizálás, majd az utódok fajtiszta halként történő tovább terjesztése kerülendő.
Néhány hibrid gén:
- Santa Maria
- Singa blue
- Saddleback
- Silverado (eredendően endler gén)